# Saint-Ignan
Saint-Ignan ist eine französische Gemeinde mit 222 Einwohnern (Stand: 1. Januar 2022) im Département Haute-Garonne in der Region Okzitanien. Sie gehört zum Arrondissement Saint-Gaudens und zum gleichnamigen Kanton Saint-Gaudens. 
Sie grenzt im Nordwesten an Lodes, im Nordosten an Larcan, im Südosten und im Süden an Saux-et-Pomarède, im Südwesten an Bordes-de-Rivière (Berührungspunkt) und im Westen an Le Cuing. 

## Weblinks

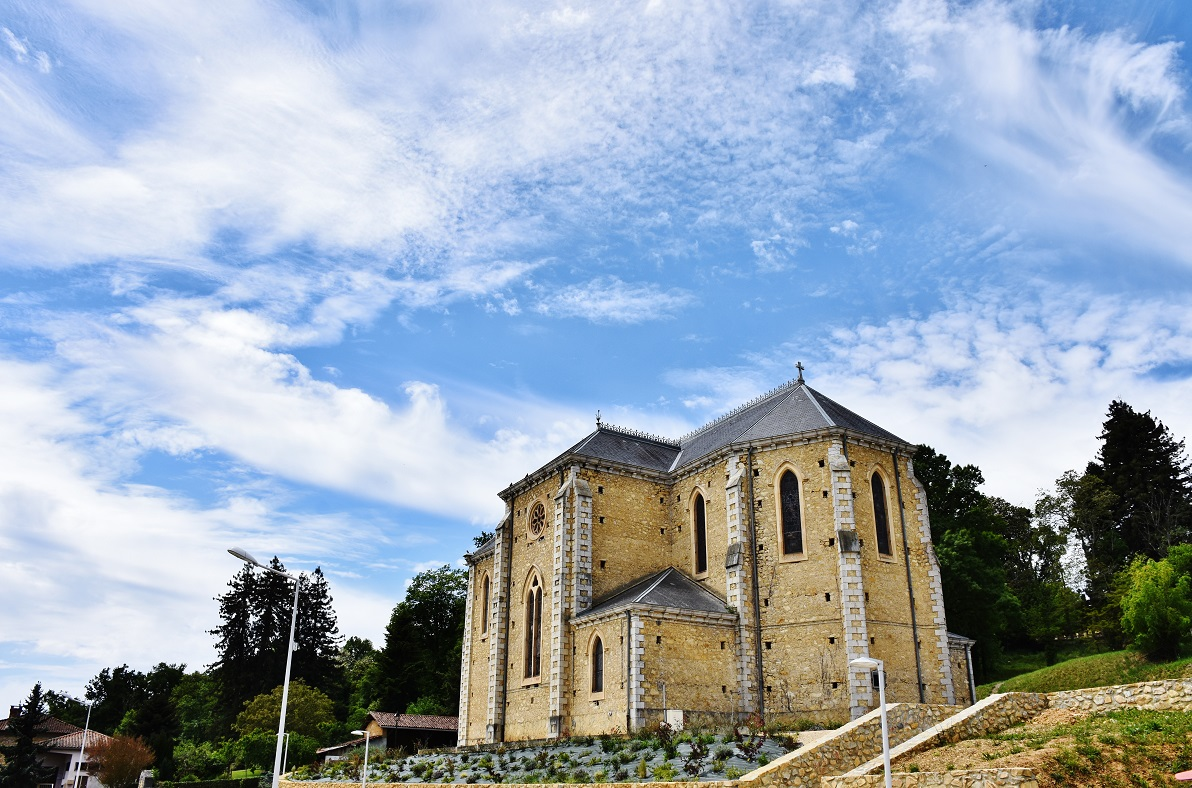
Kirche Saint-Ignace

## Bevölkerungsentwicklung
| Jahr                      | 1962 | 1968 | 1975 | 1982 | 1990 | 1999 | 2008 | 2017 |
| ------------------------- | ---- | ---- | ---- | ---- | ---- | ---- | ---- | ---- |
| Einwohner                 | 245  | 236  | 208  | 220  | 298  | 250  | 268  | 226  |
| Quelle: Cassini und INSEE |      |      |      |      |      |      |      |      |